# Stanisław Krawczyński (lekarz)
Stanisław Krawczyński (ur. 21 października 1884 w Zawichoście, zm. 29 czerwca 1940 w Brzasku) – polski lekarz, działacz społeczny, poseł na Sejm III (1930–1935), IV (1935–1938) i V kadencji (1938–1939) w II Rzeczypospolitej.

## Życiorys
Był najstarszym dzieckiem Ludwika (wójta i organisty w Zawichoście) i Teofili z domu Kwiatkowskiej. Ukończył gimnazjum w Radomiu w 1904 roku, studiował na uniwersytecie w Charkowie (jeden semestr medycyny w roku 1904/1905), na Wydziale Lekarskim Uniwersytetu Jagiellońskiego. 31 marca 1911 roku uzyskał na tej uczelni stopień doktora medycyny. Potem studiował jeszcze na uniwersytecie w Kijowie, uzyskując tam w 1912 roku dyplom lekarza z odznaczeniem. 
Po ukończeniu studiów pracował jako asystent w klinikach Uniwersytetu Jagiellońskiego i szpitalach w Zakopanem (w szpitalu Legionów Polskich „Bratnia Pomoc”) i Rabce (był tam kierownikiem szpitala Czerwonego Krzyża). W latach 1916–1939 pracował jako kierownik (lekarz naczelny) Szpitala św. Ducha w Sandomierzu. Specjalizował się w położnictwie i ginekologii.
Był członkiem i prezesem koła powiatowego POW, członkiem „Piechura”, prezesem Klubu Narodowego. Na przełomie lat 1918/1919 (do końca czerwca 1919 roku) pełnił funkcję komisarza ludowego (starosty powiatowego) powiatu sandomierskiego. 
W czasie wojny polsko-bolszewickiej służył w Wojsku Polskim w stopniu kapitana-lekarza w dyspozycji Departamentu Sanitarnego Naczelnego Dowództwa. Gdy był delegowany do Brześcia Litewskiego, zachorował na tyfus plamisty z powodu epidemii w obozach jenieckich, od lutego 1920 roku przebywał w garnizonie w Sandomierzu, w 1921 roku został przeniesiony do pracy w tamtejszym szpitalu Św. Ducha, gdzie pracował do wybuchu II wojny światowej, rozbudował i unowocześnił ten szpital.
Był członkiem BBWR, OZN. Od 1933 roku był członkiem Warszawskiego Klubu Społeczno-Politycznego. Był prezesem komitetu budowy Gimnazjum Żeńskiego w Sandomierzu, prezesem powiatowego koła POW, członkiem Rady Miejskiej i Wydziału Powiatowego, przewodniczącym komisji rewizyjnej Magistratu Sandomierza, prezesem koła Związku Inwalidów.
W wyborach parlamentarnych w 1930 roku został wybrany na posła z listy nr 1 (BBWR) w okręgu wyborczym nr 22 (Sandomierz). W kadencji tej należał do klubu BBWR. Pracował w komisjach: opieki społecznej i inwalidzkiej, zdrowia publicznego (był jej sekretarzem). 
W wyborach parlamentarnych w 1935 roku został wybrany 21 884 głosami posłem na Sejm IV kadencji (1935–1938) z okręgu nr 29, obejmującego powiaty: sandomierski i stopnicki. W kadencji tej pracował w komisjach: budżetowej (od 1937 roku był zastępcą członka), komunikacyjnej (w 1938 roku), skarbowej (w latach 1935–1937) oraz zdrowia publicznego i opieki społecznej (od 1937 roku był jej przewodniczącym). 
W wyborach parlamentarnych w 1938 roku został ponownie wybrany posłem na Sejm V kadencji (1938–1939) z tego samego okręgu (nr 29). W kadencji tej należał do klubu OZN i pracował w komisjach: komunikacyjnej, pracy oraz zdrowia publicznego i opieki społecznej (był jej przewodniczącym). 
Po wkroczeniu Niemców do Sandomierza we wrześniu 1939 roku został pozbawiony kierownictwa szpitala. Wiosną 1940 roku osiadł w Zawichoście, został tam aresztowany i uwięziony w Sandomierzu. 29 czerwca 1940 został rozstrzelany w masowej egzekucji w lesie Brzask k. Skarżyska-Kamiennej. Pochowany we wspólnej mogile wraz z blisko 760 ofiarami masakry. 
Nie założył rodziny.

## Ordery i odznaczenia
- Krzyż Oficerski Orderu Odrodzenia Polski (11 listopada 1937)[4]
- Złoty Krzyż Zasługi (11 listopada 1936)[5]
- Medal Niepodległości (18 października 1932)[6]